# Silke Leopold
Silke Leopold (* 30. November 1948 in Hamburg) ist eine deutsche Musikwissenschaftlerin und Hochschullehrerin.

## Leben
Silke Leopold studierte von 1969 bis 1975 Musikwissenschaft, Theaterwissenschaft, Romanistik und Literaturwissenschaft in Hamburg und Rom, daneben auch Gesang und Querflöte am Hamburger Konservatorium. Von 1969 bis 1980 war sie Mitglied des Hamburger Monteverdi-Chores (Leitung: Jürgen Jürgens). Nach der Promotion 1975 über den römischen Barockkomponisten Stefano Landi war sie drei Jahre als Forschungsstipendiatin am Deutschen Historischen Institut in Rom, danach zwei Jahre Stipendiatin der Deutschen Forschungsgemeinschaft. Als Wissenschaftliche Assistentin von Carl Dahlhaus lehrte sie seit 1980 an der TU Berlin, wo sie sich 1987 mit einer Arbeit über Dichtung und Musik im italienischen Sologesang des frühen 17. Jahrhunderts habilitierte. Nach einem Akademischen Jahr als Visiting Lecturer an der Harvard University in den USA 1985/86 und einer Lehrstuhlvertretung im Sommersemester 1988 an der Universität Regensburg wurde sie 1991 als Ordentliche Professorin an das Musikwissenschaftliche Seminar der Universität-Gesamthochschule Paderborn und der Hochschule für Musik Detmold berufen.
Von 1996 bis zu ihrer Pensionierung 2014 war sie Ordinaria für Musikwissenschaft und Direktorin des Musikwissenschaftlichen Instituts der Ruprecht-Karls-Universität Heidelberg. Leopold hatte zahlreiche Wahlämter in der Akademischen Selbstverwaltung inne; von 2001 bis 2007 war sie an der Heidelberger Universität als Prorektorin für Studium und Lehre für die Umstellung der Studiengänge auf das BA/MA-System und ein sinnvolles Verteilungskonzept für die neu eingeführten Studiengebühren zuständig. Seit 1999 gehört Leopold als Mitglied der Heidelberger Akademie der Wissenschaften an.

## Forschung
Der Schwerpunkt von Leopolds Forschungen liegt im Bereich der Musikgeschichte des 16. bis zum 18. Jahrhundert und auf der Frage, wie sich Text und Musik zu einem jeweils individuellen Organismus verbinden. Dies hat sie vor allem in Zusammenhang mit der italienischen Sprache untersucht und dabei interdisziplinäre Ansätze betont. Dies spiegelt sich vor allem in ihren Beiträgen zur Operngeschichte. Hierzu hat Leopold zahlreiche Bücher veröffentlicht, eine Gesamtdarstellung der Oper des 17. Jahrhunderts sowie Schriften über die Opern Claudio Monteverdis, Georg Friedrich Händels und Wolfgang Amadeus Mozarts. Weitere Schwerpunkte sind die historische Aufführungspraxis, das Verhältnis von Notentext und Aufführung, Musikästhetik sowie Fragen der Musikgeschichtsschreibung und der Epochengliederung von Musik. Seit 2006 leitet Leopold die Forschungsstelle Südwestdeutsche Hofmusik der Heidelberger Akademie der Wissenschaften.
Parallel zu ihrer wissenschaftlichen Laufbahn entfaltet Leopold umfangreiche publizistische Aktivitäten, da ihr die Vermittlung wissenschaftlicher Erkenntnisse an eine interessierte Öffentlichkeit außerhalb der Fachkollegenkreise wichtig ist. Sie moderiert und schreibt Sendungen über Themen aus ihren Fachgebieten im Rundfunk, hat diverse Rundfunkformate mitentwickelt, schreibt Programmbuchtexte und veranstaltet Seminare und Lehrerfortbildungen außerhalb der Universität.

## Auszeichnungen und Mitgliedschaften
- 1986: Dent Medal der Royal Musical Association[4]
- 1992: Wahl zum Mitglied des Zentralinstituts (jetzt: Akademie) für Mozart-Forschung der Internationalen Stiftung Mozarteum[5]
- 1999: Wahl zum Ordentlichen Mitglied der Heidelberger Akademie der Wissenschaften[5]
- 2003: Wahl zum Corresponding Member der American Musicological Society[5]
- 2013: Wahl zum Korrespondierenden Mitglied der Österreichischen Akademie der Wissenschaften
- 2018: Deutscher Musikeditionspreis „BEST EDITION“ für die Publikation Claudio Monteverdi: Biografie
- 2019: Händel-Preis der Stadt Halle, vergeben durch die Stiftung Händel-Haus[6]

## Schriften (Auswahl)
- Leopold Mozart. „Ein Mann von vielen Witz und Klugheit“. Eine Biografie. Bärenreiter, Kassel u. a. 2019, ISBN 978-3-7618-2086-5.
- Claudio Monteverdi. Biografie. Reclam/Carus, Stuttgart 2017, ISBN 978-3-15-011093-5.
- Ich will Musik neu erzählen. René Jacobs im Gespräch mit Silke Leopold. Bärenreiter, Kassel u. a. 2013, ISBN 978-3-89487-910-5.
- Verdi – La Traviata. Henschel Verlag, Leipzig 2013, ISBN 978-3-89487-905-1.
- Händel. Die Opern. Bärenreiter, Kassel 2009, ISBN 978-3-7618-1991-3
- Die Oper im 17. Jahrhundert (= Handbuch der musikalischen Gattungen. Bd. 11). Laaber Verlag, Laaber 2004, ISBN 3-89007-134-1 (Unveränderte Sonderausgabe. (= Geschichte der Oper. Bd. 1). ebenda 2006, ISBN 3-89007-658-0).
- „Al modo d’Orfeo“. Dichtung und Musik im italienischen Sologesang des frühen 17. Jahrhunderts (= Analecta Musicologica. Bd. 29). 2 Bände (Band 1: Abhandlung. ISBN 3-89007-277-1; Band 2: Notenbeispiele und Katalog. ISBN 3-89007-278-X). Laaber Verlag, Laaber 1995 (Zugleich: Berlin, Techn. Univ., Habil.-Schr.).
- Claudio Monteverdi und seine Zeit. Laaber Verlag, Laaber 1982, ISBN 3-921518-72-5 (2., umgearbeitete Auflage. ebenda 1993, ISBN 3-921518-72-5).
- Stefano Landi. Beiträge zur Biographie. Untersuchungen zur weltlichen und geistlichen Vokalmusik (= Hamburger Beiträge zur Musikwissenschaft. Bd. 17). 2 Bände. Verlag der Musikalienhandlung Wagner, Hamburg 1976, ISBN 3-921029-45-7 (Zugleich: Hamburg, Univ., Diss., 1975).

Als Herausgeberin:
- mit Friedrich Carl Kaiser, Johannes Knüchel: Carl Stamitz (1745–1801): Biographische Beiträge – Das symphonische Werk – Thematischer Katalog der Orchesterwerke (= Schriften zur Südwestdeutschen Hofmusik 2). Heidelberg University Publishing, Heidelberg 2023, ISBN 978-3-947732-20-3 (PDF), ISBN 978-3-947732-21-0 (Hardcover).
- mit Bärbel Pelker: Fürstliches Arkadien. Sommerresidenzen im 18. Jahrhundert (= Schriften zur Südwestdeutschen Hofmusik 5). Heidelberg University Publishing, Heidelberg 2021, ISBN 978-3-96822-059-8 (PDF), ISBN 978-3-96822-058-1 (Hardcover).
- mit Sarah-Denise Fabian, Panja Mücke, Rüdiger Thomsen-Fürst: Johann Stamitz und die europäische Musikermigration im 18. Jahrhundert (= Schriften zur Südwestdeutschen Hofmusik 4). Heidelberg University Publishing, Heidelberg 2021, ISBN 978-3-96822-061-1 (PDF), ISBN 978-3-96822-060-4 (Hardcover).
- mit Bärbel Pelker: Süddeutsche Hofkapellen im 18. Jahrhundert. Eine Bestandsaufnahme (= Schriften zur Südwestdeutschen Hofmusik 1). Heidelberg University Publishing, Heidelberg 2018, unveränderte Wiederveröffentlichung der Erstausgabe der Online-Version von 2014, ISBN 978-3-946054-79-5 (PDF), ISBN 978-3-946054-78-8 (Hardcover).
- mit Sabine Ehrmann-Herfort: Migration und Identität. Wanderbewegungen und Kulturkontakte in der Musikgeschichte (= Analecta Musicologica. Bd. 49). Bärenreiter, Kassel u. a. 2013, ISBN 978-3-7618-2135-0.
- mit Norbert Greiner, Sara Springfeld: Das Sonett und die Musik. Poetiken, Konjunkturen, Transformationen, Reflexionen. Beiträge zum interdisziplinären Symposium in Heidelberg vom 26. bis 28. September 2012. Winter, Heidelberg 2016, ISBN 978-3-8253-6209-6.
- Wolfgang Amadeus Mozart, Die Zauberflöte. Aria: Ein Mädchen oder Weibchen. Faksimile und Klavierauszug. Mit einem Nachwort von Silke Leopold. Bärenreiter, Kassel 2006, ISBN 978-3-7618-1775-9.
- unter Mitarbeit von Jutta Schmoll-Barthel, Sara Jeffe: Mozart-Handbuch. Bärenreiter, Kassel u. a. 2005, ISBN 3-7618-2021-6.
- Guten Morgen, liebes Weibchen! Mozarts Briefe an Constanze. Bärenreiter, Kassel u. a. 2005, ISBN 3-7618-1814-9.
- mit Bärbel Pelker: Hofoper in Schwetzingen. Musik, Bühnenkunst, Architektur. Winter, Heidelberg 2004, ISBN 3-8253-1524-X.
- mit Thomas Betzwieser: Abbé Vogler. Ein Mannheimer im europäischen Kontext (= Quellen und Studien zur Geschichte der Mannheimer Hofkapelle. Bd. 7). Internationales Colloquium Heidelberg 1999. Lang, Frankfurt am Main u. a. 2003, ISBN 3-631-50095-5.
- mit Agnes Speck: Hysterie und Wahnsinn (= Heidelberger Frauenstudien. Bd. 7). Wunderhorn, Heidelberg 2000, ISBN 3-88423-174-X.
- mit Ullrich Scheideler: Oratorienführer. Metzler u. a., Stuttgart u. a. 2000, ISBN 3-476-00977-7.
- mit Joachim Steinheuer: Claudio Monteverdi und die Folgen. Bericht über das Internationale Symposium Detmold 1993. Bärenreiter, Kassel u. a. 1998, ISBN 3-7618-1405-4.
- mit Robert Maschka: Who’s who in der Oper. Bärenreiter, Kassel u. a. 1997, ISBN 3-7618-1268-X (Erweiterte Neuausgabe. ebenda 2004, ISBN 3-7618-1780-0).
- Musikalische Metamorphosen. Formen und Geschichte der Bearbeitung (= Bärenreiter Studienbücher zur Musik. Bd. 2). Bärenreiter, Kassel u. a. 1992, ISBN 3-7618-1051-2.